# Blue's Moods
Blue's Moods — студійний альбом американського джазового трубача Блу Мітчелла, випущений у 1960 році лейблом Riverside.

## Опис
З семи альбомів трубача Блу Мітчелла на лейблі Riverside лише на цій сесії — а також разом з трьома композиціями попереднього Blue Soul — Мітчелл єдиний музикант, що грає на духовому інструменті. Тут йому акомпанують піаніст Вінтон Келлі, басист Сем Джонс і ударника Рой Брукс. Мітчелл грає досить виразно, свінгово і винахідливо у стилі хард-боп. Він виконує чотири стандарти, а також «Sweet Pumpkin» Роннелла Брайта, маловідому «Avars» і пару оригінальних композицій.

## Список композицій
1. «I'll Close My Eyes» (Бадді Кей, Білл Рід) — 5:55
2. «Avars» (Роккі Бойд) — 4:03
3. «Scrapple from the Apple» (Чарлі Паркер) — 3:57
4. «Kinda Vague» (Вінтон Келлі, Блу Мітчелл) — 6:15
5. «Sir John» (Блу Мітчелл) — 6:00
6. «When I Fall in Love» (Едвард Геймен, Віктор Янг) — 5:38
7. «Sweet Pumpkin» (Роннелл Брайт) — 4:14
8. «I Wish I Knew» (Мек Гордон, Гаррі Воррен) — 4:23

## Учасники запису
- Річард «Блу» Мітчелл — труба
- Вінтон Келлі — фортепіано
- Сем Джонс — контрабас
- Рой Брукс — ударні

Технічний персонал
- Оррін Кіпньюз — продюсер, текст
- Рей Фаулер — інженер [запис]
- Кен Дірдофф — дизайн [обкладинка]
- Лоуренс Н. Шустак — фотографія [буклет]